# Tolianos
Os tolianos (Tholians, em inglês) são uma espécie alienígena do universo de ficção científica de Star Trek, O capítulo, da série original foi "A Teia Tholiana".
Os tolianos são descritos pelo gênero como uma colmeia de espírito não-humanóides, com corpos cristalinos, dois braços e seis pernas. Habitam ambientes de extremo calor, a cerca de 207º C.  O seriado descreve os tolianos como profundamente territoriais, organizados politicamente em torno da Assembleia Toliana, no quadrante alfa da Via Láctea, próximo ao Império Klingon, a Hegemonia Gorn.

## Citação acadêmica
| “ | A metáfora da Rede Toliana (Web Tholian) é utilizada para o contexto político/institucional de desenvolvimento econômico baseado em cluster, não apenas porque eu gosto de Star Trek, mas porque ela destaca alguns aspectos importantes da economia. | ” |

 --Chad Miller